# 3 listopada
3 listopada jest 307. (w latach przestępnych 308.) dniem w kalendarzu gregoriańskim. Do końca roku pozostaje 58 dni.

## Święta
- Imieniny obchodzą: Bogumił, Cezary, Chwalisław, German, Ginewra, Hubert, Huberta, Marcin, Sylwia, Szymon, Teofil, Walenty, Walentyn, Wenefryda i Witalis.
- Hubertus – święto myśliwych, leśników i jeźdźców
- Dominika, Mikronezja, Panama – Święto Niepodległości
- Japonia – Dzień Kultury (Bunka-no Hi)
- Malediwy – Dzień Zwycięstwa
- wspomnienia i święta w Kościele katolickim[1][2] obchodzą:
  - bł. Berard z Marsi (biskup i kardynał)
  - św. Hubert (biskup)
  - św. Hermangaud (biskup)
  - św. Malachiasz z Armagh (biskup)
  - św. Marcin de Porres (zakonnik)
  - św. Pirmin (biskup misyjny)
  - bł. Rupert Mayer (prezbiter i męczennik)
  - św. Sylwia (matka św. Grzegorza Wielkiego)
  - Święta Wenefryda (zm. VII wiek; dziewica i męczennica)

## Wydarzenia w Polsce
- 1478 – Wojna popia: wojska polskie zajęły Frombork.
- 1656 – Polska i Rosja zawarły antyszwedzki rozejm w Niemieży.
- 1716 – Konfederaci tarnogrodzcy i dwór sasko-polski podpisali traktat warszawski.
- 1771 – Konfederaci barscy podjęli w Warszawie próbę porwania króla Stanisława Augusta Poniatowskiego.
- 1848 – W Krakowie ukazał się pierwszy numer dziennika informacyjno-politycznego „Czas”.
- 1894 – W Poznaniu powstała niemiecka organizacja nacjonalistyczna Hakata.
- 1918:
  - Nieudana próba zamachu stanu podjęta przez rząd Józefa Świeżyńskiego przeciwko Radzie Regencyjnej.
  - Utworzono Polski Komitet Narodowy we Lwowie.
- 1922 – Powołano Towarzystwo z Ograniczoną Poręką „Stocznia w Gdyni”.
- 1929 – W Kielcach odsłonięto Pomnik Niepodległości.
- 1939 – W lasach piaśnickich koło Wejherowa Niemcy rozstrzelali co najmniej 82 Polaków.
- 1943 – W niemieckim obozie koncentracyjnym na Majdanku w ramach akcji „Erntefest” („Dożynki”) rozstrzelano 18 400 Żydów (3/4 listopada).
- 1959 – Premiera filmu Awantura o Basię w reżyserii Marii Kaniewskiej.
- 1963 – W Kołobrzegu odsłonięto pomnik Zaślubin Polski z Morzem.
- 1969 – We wsi Rzepin koło Starachowic zamordowano 5-osobową rodzinę sołtysa Mieczysława Lipy.
- 1976 – W katastrofie kolejowej w Juliance koło Częstochowy zginęło 25 osób, a 79 zostało rannych.
- 1984 – W Warszawie odbył się pogrzeb księdza Jerzego Popiełuszki.
- 1994 – Marcin Święcicki został prezydentem Warszawy.
- 2005:
  - Emitowany w TVP1 Klan osiągnął jako pierwszy polski serial telewizyjny granicę 1000 odcinków.
  - Podczas sesji naukowej w katedrze we Fromborku poinformowano o odkryciu grobu Mikołaja Kopernika.
- 2013 – W Warszawie odbył się pogrzeb Tadeusza Mazowieckiego i na ten dzień w całym kraju została ogłoszona żałoba narodowa.

## Wydarzenia na świecie

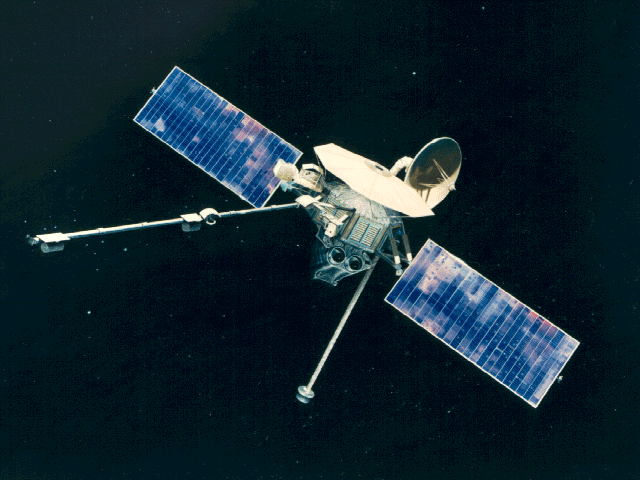
Sonda Mariner 10

- 361 – Julian Apostata został cesarzem rzymskim.
- 644 – W meczecie w Medynie został zasztyletowany przez chrześcijańskiego jeńca perskiego kalif Umar ibn al-Chattab.
- 1443 – Wojska króla Polski i Węgier Władysława III pokonały Turków w bitwie pod Aleksinacem w Serbii. Po bitwie Skanderbeg wraz z 300 Albańczykami zdezerterował z armii tureckiej i przedostał się do Albanii, gdzie wzniecił antytureckie powstanie.
- 1450 – Król Aragonii, Sardynii i Korsyki Alfons V założył Uniwersytet Barceloński.
- 1468 – Książę Burgundii Karol Zuchwały zdobył zbuntowane Liège.
- 1493 – Krzysztof Kolumb odkrył Dominikę.
- 1527 – Ferdynand I Habsburg został koronowany w katedrze w Székesfehérvárze na króla Węgier i Chorwacji.
- 1534:
  - Król Henryk VIII został uznany przez parlament za głowę Kościoła Anglii.
  - Papież Paweł III erygował diecezję Wysp Świętego Tomasza i Książęcej, pierwszą w Czarnej Afryce.
- 1591 – Odbyła się koronacja papieska Innocentego IX.
- 1640 – Rozpoczął obrady tzw. Długi Parlament zwołany przez króla Karola I Stuarta.
- 1657 – Wojna duńsko-szwedzka: wojska szwedzkie pod wodzą Karola Gustawa Wrangla zdobyły po dwumiesięcznym oblężeniu twierdzę Frederiksodde na Jutlandii.
- 1706 – Ponad tysiąc osób zginęło w zniszczonym przez trzęsienie ziemi włoskim mieście Sulmona.
- 1741:
  - Papież Benedykt XIV konstytucją apostolską Dei miseratione ustanowił urząd obrońcy węzła małżeńskiego w procesach o nieważność małżeństwa.
  - Wojna o sukcesję austriacką: wojska pruskie zdobyły Hradec Králové.
- 1760 – Wojna siedmioletnia: zwycięstwo wojsk pruskich nad austriackimi w bitwie pod Torgau.
- 1783 – Wojna o niepodległość Stanów Zjednoczonych: po podpisaniu pokoju wersalskiego rozwiązano amerykańską Armię Kontynentalną.
- 1793 – Na Placu Rewolucji w Paryżu została zgilotynowana abolicjonistka, feministka i dramatopisarka Olimpia de Gouges.
- 1812 – Inwazja Napoleona na Rosję: zwycięstwo wojsk rosyjskich w bitwie pod Wiaźmą.
- 1813 – Wojna z Krikami: wojska amerykańskie zaatakowały i zniszczyły wioskę Talladega w Alabamie, zabijając ponad 500 Indian.
- 1831 – Wojna egipsko-turecka: wojska egipskie rozpoczęły oblężenie Akki.
- 1838 – Ukazało się pierwsze wydanie anglojęzycznego dziennika „The Times of India” (jako „The Bombay Times and Journal of Commerce”).
- 1839 – Sułtan Abdülmecid I wydał edykt Hatt-i Sharif zapoczątkowujący okres reform w Imperium Osmańskim.
- 1844 – W Rzymie odbyła się premiera opery Dwaj Foskariusze Giuseppe Verdiego.
- 1847 – Wybuchła szwajcarska wojna domowa.
- 1848 – Pod Georgetown w Gujanie Brytyjskiej otwarto pierwszą linię kolejową w Ameryce Południowej.
- 1867 – Włoska wojna wyzwoleńcza: oddziały Giuseppe Garibaldiego zostały pokonane przez wojska francusko-papieskie w bitwie pod Mentaną.
- 1868 – Ulysses Grant wygrał wybory prezydenckie w USA.
- 1877 – Jan Kappeyne van de Coppello został premierem Holandii.
- 1880 – Po raz pierwszy wykonano publicznie hymn Japonii.
- 1884 – Powstała Nowa Gwinea Niemiecka.
- 1891 – Ukazało się pierwsze wydanie belgijskiego dziennika „Gazet Van Antwerpen”.
- 1893 – W hiszpańskim porcie Santander eksplodował statek „Cabo Machichaco” z ładunkiem dynamitu, w wyniku czego zginęło 590 osób, a 525 zostało rannych.
- 1896 – William McKinley wygrał wybory prezydenckie w USA.
- 1898:
  - Na wyspie Negros (Filipiny) wybuchło antyhiszpańskie powstanie.
  - Uruchomiono komunikację tramwajową w rosyjskim mieście Orzeł.
- 1903:
  - Giovanni Giolitti został po raz drugi premierem Włoch.
  - István Tisza został premierem Węgier.
  - Panama ogłosiła niepodległość (od Kolumbii).
  - Założono argentyński klub piłkarski Newell’s Old Boys Rosario.
- 1906:
  - W trakcie posiedzenia Towarzystwa Neuropsychiatrii Południowo-Zachodnich Niemiec w Tybindze niemiecki psychiatra i neuropatolog Alois Alzheimer przedstawił przypadek nieznanej do tej pory choroby kory mózgowej, nazywanej od 1967 roku chorobą Alzheimera.
  - Zwodowano rosyjski pancernik „Jewstafij”.
- 1911:
  - Karl Stürgkh został premierem Austrii.
  - Założono amerykańską firmę Chevrolet Motor.
- 1914 – I wojna światowa:
  - Dwa okręty brytyjskie i jeden francuski dokonały, w celu przełamania blokady cieśniny Dardanele, bombardowania tureckiego fortu Sedd el Bahr.
  - Niemieckie okręty przeprowadziły atak na angielskie portowe miasto Great Yarmouth.
- 1915 – W Banja Luce rozpoczął się proces 156 serbskich działaczy narodowych.
- 1916 – I wojna światowa: na Morzu Barentsa zaginął niemiecki okręt podwodny SM U-56 wraz z 35-osobową załogą.
- 1918:
  - Austro-Węgry zawarły rozejm z państwami ententy.
  - Bunt marynarzy floty wojennej zapoczątkował w Niemczech rewolucję listopadową.
- 1920 – W przeprowadzonym przez Ku Klux Klan dwudniowym pogromie czarnoskórych mieszkańców miasta Ocoee na Florydzie zginęło od 30 do 35 osób.
- 1923 – Owdowiały późniejszy król Szwecji Gustaw VI Adolf ożenił się z księżniczką Luizą Mountbatten.
- 1925 – Premiera brytyjsko-niemieckiego niemego filmu kryminalnego Ogród rozkoszy w reżyserii Alfreda Hitchcocka.
- 1929 – André Tardieu został premierem Francji.
- 1930 – Getúlio Vargas został prezydentem Brazylii.
- 1932 – Panajis Tsaldaris został premierem Grecji.
- 1935 – 97% głosujących w referendum Greków opowiedziało się za restauracją monarchii i powrotem na tron króla Jerzego II.
- 1936 – Urzędujący prezydent USA Franklin Delano Roosevelt został wybrany na II kadencję.
- 1937 – Wielki Terror: na Wyspach Sołowieckich w Sandarmochu, z werdyktu Trójek NKWD rozstrzelano ponad 100 ukraińskich intelektualistów, m.in. przedstawicieli rozstrzelanego odrodzenia: Wołodymyr Czechiwski, Mykoła Kulisz, Wałerjan Pidmohylny i Mykoła Zerow.
- 1941:
  - Atak Niemiec na ZSRR: wojska niemieckie zdobyły Kursk.
  - W Chicago otwarto Muzeum Polskie w Ameryce.
  - W Niemczech zwiększono opodatkowanie wyrobów tytoniowych o 85-95% ceny detalicznej.
- 1943 – Wojna na Pacyfiku: zakończył rajd niewielkich sił alianckich na okupowaną przez Japończyków wyspę Choiseul na Wyspach Salomona (28 października-3 listopada).
- 1945:
  - W Leningradzie odbyła się premiera IX Symfonii Dmitrija Szostakowicza.
  - Założono działającą w Korei Północnej Koreańską Partię Socjaldemokratyczną.
- 1946:
  - Cesarz Hirohito zatwierdził nową konstytucję Japonii.
  - Gabriel Gonzalez Videla został prezydentem Chile.
- 1949 – Założono maltański klub piłkarski Marsaxlokk FC.
- 1950 – Lecący z Bombaju do Londynu (z międzylądowaniami w Kairze i Genewie), należący do linii Air India Lockheed Constellation rozbił się o zbocze Mont Blanc, w wyniku czego zginęło wszystkich 48 osób na pokładzie.
- 1952:
  - Carlos Ibáñez del Campo został po raz drugi prezydentem Chile.
  - Dokonano oblotu szwedzkiego samolotu szturmowego Saab 32 Lansen.
  - Zlikwidowano sieć tramwajową w Dunkierce.
- 1954 – Premiera filmu science fiction Godzilla w reżyserii Ishirō Hondy.
- 1955 – Iran przystąpił do antykomunistycznego Paktu Bagdadzkiego.
- 1956 – W Wilnie uruchomiono komunikację trolejbusową.
- 1958 – Jorge Alessandri został prezydentem Chile.
- 1959 – W Izraelu odbyły się wybory do Knesetu.
- 1960 – Félix Houphouët-Boigny został pierwszym prezydentem Wybrzeża Kości Słoniowej.
- 1961 – Birmański dyplomata U Thant został sekretarzem generalnym ONZ, zastępując tragicznie zmarłego Daga Hammarskjölda
- 1964:
  - Eduardo Frei Montalva został prezydentem Chile.
  - Urzędujący prezydent USA Lyndon B. Johnson został wybrany na II kadencję.
- 1970:
  - Otwarto autostradę Wilno-Kowno.
  - Reprezentantka RFN Heide Rosendahl ustanowiła podczas Uniwersjady w Turynie rekord świata w skoku w dal (6,84 m).
  - Salvador Allende został prezydentem Chile.
- 1975 – Stacja telewizyjna ABC News rozpoczęła emisję programu Good Morning America.
- 1976 – Premiera horroru Carrie w reżyserii Briana de Palmy.
- 1978 – Dominika uzyskała niepodległość (od Wielkiej Brytanii).
- 1979 – 5 członków partii komunistycznej zostało zamordowanych przez zwolenników skrajnej prawicy w masakrze w Greensboro w Karolinie Północnej.
- 1980 – Ukazał się album Super Trouper szwedzkiej grupy ABBA.
- 1982 – Kilkuset żołnierzy radzieckich i afgańskich zginęło w wyniku pożaru wywołanego wybuchem cysterny w tunelu Salang w Afganistanie.
- 1986:
  - Mikronezja uzyskała niepodległość (od USA).
  - Wybuchła afera Iran-Contras w którą zamieszany był prezydent Ronald Reagan.
- 1988 – Tamilscy najemnicy wylądowali na Malediwach z zamiarem obalenia rządu, czemu zapobiegła interwencja wojsk indyjskich.
- 1992 – Bill Clinton wygrał wybory prezydenckie w USA, pokonując ubiegającego się o reelekcję Georga H.W. Busha.
- 1994 – Całkowite zaćmienie Słońca widoczne nad Ameryką Południową, Atlantykiem i południową Afryką.
- 1996 – Petyr Stojanow zwyciężył w II turze wyborów prezydenckich w Bułgarii.
- 1999 – Andrius Kubilius został premierem Litwy.
- 2000 – W lesie koło Taraszczy pod Kijowem znaleziono pozbawione głowy ciało niezależnego dziennikarza Heorhija Gongadzego.
- 2002 – Premiera filmu fantasy Harry Potter i Komnata Tajemnic w reżyserii Chrisa Columbusa.
- 2004:
  - Ali Mohammed Ghedi został premierem Somalii.
  - Chalifa ibn Zajid Al Nahajjan został prezydentem Zjednoczonych Emiratów Arabskich.
  - Tajwan i Vanuatu nawiązały stosunki dyplomatyczne.
- 2006 – Otwarto pierwszy odcinek metra w wenezuelskim mieście Los Teques.
- 2007 – Prezydent Pakistanu gen. Pervez Musharraf ogłosił wprowadzenie stanu wyjątkowego, jednocześnie zawieszając konstytucję.
- 2009 – Prezydent Czech Václav Klaus podpisał Traktat lizboński.
- 2013 – Nad Mikronezją uformował się tajfun Haiyan, który w następnych dniach spowodował śmierć ponad 6300 osób (w większości na Filipinach).
- 2014 – W Nowym Jorku oficjalnie otwarto wieżowiec 1 World Trade Center.
- 2016 – 21 osób zginęło, a 65 zostało rannych w zderzeniu pociągów w Karaczi w Pakistanie.
- 2020:
  - Joe Biden wygrał wybory prezydenckie w USA, pokonując ubiegającego się o reelekcję Donalda Trumpa.
  - Rozpoczęła się interwencja zbrojna etiopskich wojsk rządowych w Tigraju.
- 2023 – 153 osób zginęło, a 375 zostało rannych w trzęsieniu ziemi w zachodnim Nepalu i północnych Indiach.

## Eksploracja kosmosu
- 1957 – W ZSRR wystrzelono sztucznego satelitę Sputnik 2 z psem Łajką na pokładzie.
- 1973 – W kierunku Wenus i Merkurego wystrzelono amerykańską sondę Mariner 10.
- 1994 – Rozpoczęła się misja STS-66 wahadłowca Atlantis.
- 2016 – Z kosmodromu Wenchang na chińskiej wyspie Hajnan wystrzelono po raz pierwszy ciężką rakietę nośną Chang Zheng 5.

## Urodzili się
- 39 – Lukan, rzymski poeta (zm. 65)
- 1500 – Benvenuto Cellini, włoski rzeźbiarz, pisarz (zm. 1571)
- 1558 – Thomas Kyd, angielski dramaturg (zm. 1594)
- 1564 – (data chrztu) Francisco Pacheco, hiszpański malarz, rysownik, poeta, teoretyk sztuki (zm. 1644)
- 1566 – Karol Burbon-Soissons, francuski arystokrata, wojskowy (zm. 1612)
- 1587 – Samuel Scheidt, niemiecki kompozytor, organista (zm. 1654)
- 1598 – Christian I Wittelsbach, hrabia palatyn i książę Palatynatu-Birkenfeld-Bischweiler (zm. 1654)
- 1604 – Osman II, sułtan Imperium Osmańskiego (zm. 1622)
- 1618 – Aurangzeb, władca Imperium Mogołów w Indiach (zm. 1707)
- 1619 – Willem Kalf, holenderski malarz (zm. 1693)
- 1624 – Jean d’Estrées, francuski admirał, marszałek Francji (zm. 1707)
- 1632 – Michał Apafy, książę Siedmiogrodu (zm. 1690)
- 1633 – Bernardino Ramazzini, włoski lekarz (zm. 1714)
- 1688:
  - Georg Buchholtz junior, spiskoniemiecki duchowny ewangelicki, nauczyciel, przyrodnik (zm. 1737)
  - Sawai Jai Singh II, władca królestwa Amber w Indiach, astronom (zm. 1743)
- 1718:
  - Pasquale Acquaviva d’Aragona, włoski kardynał (zm. 1788)
  - John Montagu, brytyjski arystokrata, polityk (zm. 1792)
- 1726 – Bartłomiej Maria Dal Monte, włoski duchowny katolicki, błogosławiony (zm. 1778)
- 1749 – Daniel Rutherford, szkocki chemik, fizyk (zm. 1819)
- 1753 – Charles Blouin, kanadyjski farmer, polityk (zm. 1844)
- 1757:
  - Jerzy Olech, polski duchowny luterański, pedagog, wydawca pism religijnych, tłumacz (zm. 1820)
  - Robert Smith, amerykański polityk (zm. 1842)
- 1766:
  - Józef Chełkowski, polski duchowny katolicki, biskup pomocniczy poznański (zm. 1837)
  - Simon Molitor, niemiecki kompozytor (zm. 1848)
- 1768 – Jerzy Czarny, serbski polityk, przywódca powstania narodowego, założyciel dynastii Karadziordziewiciów (zm. 1817)
- 1770 – James Whitfield, amerykański duchowny katolicki pochodzenia brytyjskiego, arcybiskup metropolita Baltimore (zm. 1834)
- 1777 – Piotr Karol Bontemps, polski generał pochodzenia francuskiego (zm. 1840)
- 1779:
  - Hugh Gough, brytyjski arystokrata, marszałek polny (zm. 1869)
  - Ernst von Pfuel, pruski generał, polityk, minister wojny, premier Prus (zm. 1866)
- 1790 – Charles-Jean Harel, francuski dziennikarz, dramaturg, dyrektor teatru (zm. 1846)
- 1794 – William Cullen Bryant, amerykański poeta, krytyk literacki, publicysta (zm. 1878)
- 1797 – Aleksandr Bestużew, rosyjski prozaik, poeta, krytyk literacki, dekabrysta (zm. 1837)
- 1801:
  - Karl Baedeker, niemiecki wydawca przewodników turystycznych (zm. 1859)
  - Vincenzo Bellini, włoski kompozytor (zm. 1835)
- 1802 – Maximilian Karl von Thurn und Taxis, niemiecki arystokrata (zm. 1871)
- 1804 – Constantin Hansen, duński malarz (zm. 1880)
- 1815 – František Tomáš Bratránek, czeski augustianin, wykładowca, polityk (zm. 1884)
- 1816 – Jubal Early, amerykański prawnik, generał konfederacki (zm. 1894)
- 1820 – Anton Josef Gruscha, austriacki duchowny katolicki, arcybiskup Wiednia, kardynał (zm. 1911)
- 1826 – Ignacy Gierdziejewski, polski rysownik, malarz (zm. 1860)
- 1839 – Pōmare V, ostatni król Tahiti (zm. 1891)
- 1845:
  - Edward Douglass White, amerykański polityk, senator (zm. 1921)
  - Zygmunt Gloger, polski historyk, archeolog, etnograf, folklorysta, krajoznawca (zm. 1910)
- 1846 – Elizabeth Thompson, brytyjska malarka (zm. 1933)
- 1850:
  - Antoni Ejsmond, polski botanik (zm. 1916)
  - Karl Grosser, niemiecki architekt (zm. 1918)
- 1852 – Mutsuhito, cesarz Japonii (zm. 1912)
- 1854 – Jōkichi Takamine, japoński chemik (zm. 1922)
- 1863:
  - Blanche Bingley, brytyjska tenisistka (zm. 1946)
  - Alfred Pérot, francuski fizyk (zm. 1925)
- 1867:
  - Hubert Linde, polski polityk (zm. 1926)
  - Stanisław Szeptycki, polski generał broni, polityk, minister spraw wojskowych (zm. 1950)
- 1871 – Hanns Heinz Ewers, niemiecki poeta, prozaik (zm. 1943)
- 1877:
  - Carlos Ibáñez del Campo, chilijski polityk, prezydent Chile (zm. 1960)
  - Karol Hubert Rostworowski, polski poeta, dramaturg, muzyk (zm. 1938)
- 1879 – Vilhjalmur Stefansson, kanadyjski etnolog, badacz Arktyki pochodzenia islandzkiego (zm. 1962)
- 1880 – Nils Widforss, szwedzki gimnastyk (zm. 1960)
- 1881 – Petras Rimša, litewski grafik, rzeźbiarz (zm. 1961)
- 1882:
  - Clarence Kingsbury, brytyjski kolarz torowy (zm. 1949)
  - Jakub Kołas, białoruski poeta, prozaik, działacz narodowy, nauczyciel (zm. 1956)
- 1885 – Nikołaj Aniczkow, rosyjski fizjopatolog (zm. 1964)
- 1886 – Hans Næss, norweski żeglarz sportowy (zm. 1958)
- 1887 – Bronisław Bartel, polski malarz (zm. 1968)
- 1888 – Wanda Jarszewska, polska aktorka (zm. 1964)
- 1890 – Eustachy van Lieshout, holenderski zakonnik, misjonarz, błogosławiony (zm. 1943)
- 1892 – Zhao Yuanren, chiński językoznawca, pisarz, kompozytor (zm. 1982)
- 1893:
  - Edward Adelbert Doisy, amerykański biochemik, laureat Nagrody Nobla (zm. 1986)
  - Tokuji Hayakawa, japoński wynalazca, przedsiębiorca (zm. 1980)
- 1895:
  - Leon Purman, polski działacz komunistyczny pochodzenia żydowskiego (zm. 1933)
  - Frank Soden, brytyjski pilot wojskowy, as myśliwski (zm. 1961)
- 1896:
  - Erika Abels d’Albert, austriacka malarka, graficzka, projektantka mody (zm. 1975)
  - Stanisław Piękoś, polski generał brygady (zm. 1987)
- 1897 – Teodor Boczek, polski podpułkownik (zm. 1988)
- 1898:
  - Samuel Cygler, polski malarz pochodzenia żydowskiego (zm. 1945)
  - Kazimierz Czyżewski, polski chirurg, wykładowca akademicki (zm. 1978)
- 1899:
  - Stanisław Rochowiak, polski urzędnik, działacz robotniczy i sportowy (zm. 1942)[3]
  - Witold Sulimirski, polski oficer, kawaler Orderu Virtuti Militari (zm. 1920)
  - Konstantin Tielegin, radziecki generał porucznik (zm. 1981)
- 1900:
  - Adolf Dassler, niemiecki przedsiębiorca (zm. 1978)
  - Ali Kelmendi, albański działacz komunistyczny (zm. 1939)
  - Leo Löwenthal, niemiecki socjolog pochodzenia żydowskiego (zm. 1993)
  - Jerzy Rokossowski, polski kapitan pilot (zm. 1931)
- 1901:
  - Witold Jerzykiewicz, polski plastyk, architekt wnętrz (zm. 1944)
  - Leopold III Koburg, król Belgów (zm. 1983)
  - André Malraux, francuski prozaik, eseista (zm. 1976)
  - Stanisław Tołpa, polski botanik, wykładowca akademicki (zm. 1996)
- 1902:
  - Jan Bociański, polski prawnik, oficer wywiadu wojskowego, urzędnik rządowy i konsularny, dyplomata (zm. 1974)
  - Alfred Jaroszewicz, polski podporucznik rezerwy piechoty, polityk (zm. 1981)
- 1903:
  - Walker Evans, amerykański fotograf (zm. 1975)
  - Aleksander Pychowski, polski piłkarz (zm. 1943)
  - Charles Rigoulot, francuski sztangista, kierowca wyścigowy (zm. 1962)
  - Witold Szpingier, polski śpiewak operowy (bas) (zm. 1960)
- 1904:
  - Wacław Duplicki, polski lekkoatleta, długodystansowiec (zm. 1986)
  - Jānis Kalniņš, łotewski kompozytor (zm. 2000)
  - Caradog Prichard, walijski dziennikarz, poeta, prozaik (zm. 1980)
  - Emilio Recoba, urugwajski piłkarz (zm. 1992)
- 1905:
  - Stanisław Jagiełło, polski podpułkownik, dziennikarz, działacz ludowy, polityk, poseł na Sejm Ustawodawczy (zm. 1995)
  - Jerzy Stanisław Polaczek, polski dziennikarz, publicysta, poeta (zm. 1982)
- 1906:
  - Jerzy Kolbe, polski inżynier górnik, wykładowca akademicki (zm. 1977)
  - Teodor Leonard Młynarski, polski nauczyciel, poeta, publicysta (zm. 1978)
  - Alma Rosé, austriacka skrzypaczka (zm. 1944)
  - Gennaro Verolino, włoski duchowny katolicki, arcybiskup, nuncjusz apostolski (zm. 2005)
- 1907:
  - Hubert Kessler, węgierski geograf, geolog, hydrolog, speleolog (zm. 1994)
  - Leopold Łacina, polski porucznik obserwator (zm. 1939)
  - Stanisław Pawlak, polski ślusarz, polityk, poseł na Sejm PRL (zm. 2001)
  - Frank Séchehaye, szwajcarski piłkarz, bramkarz, trener (zm. 1982)
- 1908:
  - Giovanni Leone, włoski prawnik, polityk, premier i prezydent Włoch (zm. 2001)
  - Sven-Olof Lundgren, szwedzki skoczek narciarski (zm. 1946)
  - Bronko Nagurski, kanadyjski futbolista, wrestler pochodzenia polsko-ukraińskiego (zm. 1990)
  - Aleksiej Sokolski, radziecki szachista, teoretyk szachowy (zm. 1969)
  - Wu Zuoren, chiński malarz (zm. 1997)
- 1909:
  - Otto Bonsema, holenderski piłkarz, trener (zm. 1994)
  - Theodor Tolsdorff, niemiecki generał (zm. 1978)
- 1910:
  - Richard Hurndall, brytyjski aktor (zm. 1984)
  - Karel Zeman, czeski reżyser i scenarzysta filmowy, artysta, scenograf, animator (zm. 1989)
- 1911:
  - Elżbieta Rogala, polska superstulatka (zm. 2022)
  - Alina Skirgiełło, polska botanik, mykolog, wykładowczyni akademicka (zm. 2007)
  - Kick Smit, holenderski piłkarz (zm. 1974)
  - Vladimir Ussachevsky, amerykański kompozytor pochodzenia rosyjskiego (zm. 1990)
  - Henryk Zwiren, polski dziennikarz, korespondent (zm. 1971)
- 1912:
  - Mieczysław Drobner, polski kompozytor, muzykolog, pedagog (zm. 1986)
  - Alfredo Stroessner, paragwajski generał, polityk, prezydent Paragwaju pochodzenia niemieckiego (zm. 2006)
  - Marie-Claude Vaillant-Couturier, francuska fotografka, reporterka, uczestniczka ruchu oporu (zm. 1996)
- 1913 – Marika Rökk, węgierska aktorka, śpiewaczka, tancerka (zm. 2004)
- 1914:
  - Juliusz Bardach, polski prawnik, historyk prawa, wykładowca akademicki pochodzenia żydowskiego (zm. 2010)
  - Kurt Julius Goldstein, niemiecki dziennikarz pochodzenia żydowskiego (zm. 2007)
  - Gyula Trebitsch, węgierski producent filmowy (zm. 2005)
- 1915:
  - Henryk Hubertus Jabłoński, polski kompozytor, pedagog (zm. 1989)
  - Aleksandr Jeżewski, radziecki polityk (zm. 2017)
  - Stanisław Kielan, polski inżynier elektronik, wykładowca akademicki (zm. 1975)
  - Kazimierz Sztramko, polski podporucznik pilot (zm. 1995)
- 1916 – Harry Lampert, amerykański rysownik, twórca komiksów, brydżysta (zm. 2004)
- 1917 – Irena Nawrocka, polska florecistka (zm. 2009)
- 1918:
  - Stanisław Hudak, polski polityk, poseł na Sejm PRL (zm. 2004)
  - Russell Billiu Long, amerykański polityk, senator (zm. 2003)
  - Marian Matłoka, polski kajakarz, trener (zm. 1986)
  - Raimon Panikkar, hiszpański duchowny i teolog katolicki pochodzenia hinduskiego (zm. 2010)
  - Dean Riesner, amerykański scenarzysta filmowy (zm. 2002)
- 1919:
  - Květa Legátová, czeska pisarka (zm. 2012)
  - Iwan Szewcow, radziecki generał pułkownik (zm. 2008)
  - Victor Zarnowitz, amerykański ekonomista, wykładowca akademicki pochodzenia polskiego (zm. 2009)
- 1920:
  - Maciej Aleksy Dawidowski, polski podporucznik, żołnierz AK, instruktor harcerski, podharcmistrz (zm. 1943)
  - Guttorm Hansen, norweski dziennikarz, pisarz, polityk (zm. 2009)
  - Oodgeroo Noonuccal, australijska pisarka, poetka, aktywistka polityczna pochodzenia aborygeńskiego (zm. 1993)
  - Antoni Pach, polski specjalista w zakresie telekomunikacji, profesor doktor nauk technicznych (zm. 2007)
- 1921:
  - Charles Bronson, amerykański aktor pochodzenia tatarsko-litewskiego (zm. 2003)
  - Alojzy Śmiech, polski twórca ludowy (zm. 2008)
- 1922:
  - Alan Bannister, brytyjski kolarz torowy (zm. 2007)
  - Roman Baran, polski polityk, przewodniczący Prezydium MRN Gorzowa Wielkopolskiego (zm. 2002)
  - Regina Bejma, polska polityk, poseł na Sejm PRL (zm. 2003)
  - Stanisław Fuks, polski archiwista (zm. 1984)
  - Han Chang-wha, południowokoreański piłkarz (zm. 2006)
  - Stanisław Pławski, polski polityk, poseł na Sejm PRL (zm. 1990)
  - Jan Wojewnik, polski ekonomista, wykładowca akademicki (zm. 2010)
  - Izabela Zdrzałka, polska artystka ceramik (zm. 2010)
- 1923:
  - Ryszard Badura, polski lekarz weterynarii, chirurg (zm. 2019)
  - Glen Brand, amerykański zapaśnik (zm. 2008)
  - Tomás Ó Fiaich, irlandzki duchowny katolicki, arcybiskup Armagh i prymas Całej Irlandii, kardynał (zm. 1990)
  - Jan Pawlica, polski narciarz alpejski (zm. 1972)
  - Jerzy Tyczyński, polski żołnierz AK, uczestnik powstania warszawskiego (zm. 1944)
- 1924:
  - Erzsébet Köteles, węgierska gimnastyczka sportowa (zm. 2019)
  - Mieczysław Michalski, polski kompozytor, dyrygent, nauczyciel muzyki, działacz kulturalny (zm. 1988)
  - Slobodan Novak, chorwacki pisarz (zm. 2016)
- 1925:
  - George Eiferman, amerykański kulturysta, aktor, kaskader (zm. 2002)
  - Stanisław Gawlik, polski aktor (zm. 1990)
  - Eugeniusz Ochendowski, polski prawnik, polityk, poseł na Sejm PRL (zm. 2015)
  - Robert Quarry, amerykański aktor (zm. 2009)
  - Dorothy Hayden Truscott, amerykańska brydżystka (zm. 2006)
- 1926:
  - Valdas Adamkus, litewski inżynier, polityk, prezydent Litwy
  - Seweryn Bialer, polski sowietolog, wykładowca akademicki (zm. 2019)
  - Maurice Couture, kanadyjski duchowny katolicki, biskup Baie-Comeau, arcybiskup Quebecu (zm. 2018)
  - Genzō Kurita, japoński seryjny morderca (zm. 1959)
  - Andrzej Micewski, polski działacz katolicki, publicysta, historyk, polityk, poseł na Sejm RP (zm. 2004)
  - Paul Rebeyrolle, francuski malarz, rzeźbiarz (zm. 2005)
  - Włodzimierz Sel, polski inżynier, wynalazca, felietonista (zm. 2019)
  - Andrzej Szypowski, polski fotograf (zm. 2010)
- 1927:
  - Zbigniew Cybulski, polski aktor (zm. 1967)
  - Ma Chengyuan, chiński historyk sztuki, muzealnik (zm. 2004)
  - José Goncalves Heleno, brazylijski duchowny katolicki, biskup Governador Valadares (zm. 2021)
  - Odvar Nordli, norweski polityk, premier Norwegii (zm. 2018)
  - Osvaldo Riva, włoski zapaśnik (zm. 2004)
  - Alina Taylor, polska biochemik, wykładowczyni akademicka (zm. 2021)
- 1928:
  - Nick Holonyak Jr., amerykański inżynier, wynalazca (zm. 2022)
  - Osamu Tezuka, japoński mangaka, reżyser, lekarz (zm. 1989)
  - Josep Verde, hiszpański prawnik, polityk (zm. 2017)
- 1929:
  - Charles Antenen, szwajcarski piłkarz (zm. 2000)
  - Neal Barrett Jr., amerykański pisarz science fiction (zm. 2014)
  - Oleg Grabar, amerykański historyk sztuki i archeolog (zm. 2011)
- 1930:
  - Harry Kurschat, niemiecki bokser (zm. 2022)
  - Tsutomu Seki, japoński astronom
  - Lois Smith, amerykańska aktorka
- 1931:
  - Mustafa Dağıstanlı, turecki zapaśnik (zm. 2022)
  - Mieczysław Dondajewski, polski dyrygent, działacz muzyczny, pedagog
  - Michał Fu Tieshan, chiński duchowny katolicki, biskup (zm. 2007)
  - Monica Vitti, włoska aktorka (zm. 2022)
  - Yŏn Hyŏng Muk, północnokoreański polityk, premier Korei Północnej (zm. 2005)
- 1932:
  - Guillaume Bieganski, francuski piłkarz pochodzenia polskiego (zm. 2016)
  - John McNally, irlandzki bokser (zm. 2022)
  - Ernest Pohl, polski piłkarz (zm. 1995)
  - Albert Reynolds, irlandzki polityk, premier Irlandii (zm. 2014)
  - Danuta Urbanowicz, polska malarka (zm. 2018)
- 1933:
  - John Barry, amerykański kompozytor muzyki filmowej (zm. 2011)
  - Horacio Ernesto Benites Astoul, argentyński duchowny katolicki, biskup pomocniczy Buenos Aires (zm. 2016)
  - Ken Berry, amerykański aktor (zm. 2018)
  - Jeremy Brett, brytyjski aktor (zm. 1995)
  - Michael Dukakis, amerykański polityk pochodzenia greckiego
  - Celina Jesionowska, polska lekkoatletka, sprinterka
  - Gonzalo de Jesús Rivera Gómez, kolumbijski duchowny katolicki, biskup pomocniczy Medellín (zm. 2019)
  - Amartya Sen, indyjski ekonomista, laureat Nagrody Banku Szwecji im. Alfreda Nobla w dziedzinie ekonomii
  - Mildred Singleton, amerykańska lekkoatletka, skoczkini wzwyż (zm. 2004)
- 1934:
  - Kenneth Baker, brytyjski polityk
  - Roar Berthelsen, norweski lekkoatleta, skoczek w dal (zm. 1990)
  - Raul Donazar Calvet, brazylijski piłkarz (zm. 2008)
  - Max Forster, szwajcarski bobsleista
  - Hilaria Hatko, polska zakonnica, pedagog (zm. 2021)
- 1935:
  - Henry Grimes, amerykański kontrabasista jazzowy (zm. 2020)
  - Paweł I, etiopski duchowny, patriarcha Addis Abeby i całej Etiopii, zwierzchnik Etiopskiego Kościoła Ortodoksyjnego (zm. 2012)
- 1936:
  - Roy Emerson, australijski tenisista
  - Antoni Komoder, polski piłkarz (zm. 2021)
  - Paula Marosi, węgierska florecistka (zm. 2022)
  - Walentin Pszenicyn, rosyjski biathlonista (zm. 2007)
  - Franciszek Wielądek, polski ekonomista, polityk, minister transportu i gospodarki morskiej
- 1937:
  - Konstanty Ciciszwili, polski scenarzysta, reżyser teatralny i filmowy pochodzenia gruzińsko-żydowskiego (zm. 2024)
  - Jean-Louis Descloux, szwajcarski lekkoatleta, sprinter
  - Sylwester Dworacki, polski filolog klasyczny, hellenista (zm. 2020)
  - Marian Konieczny, polski polityk, poseł na Sejm PRL
- 1938:
  - Pupi Avati, włoski reżyser, scenarzysta i producent filmowy
  - Frank McKinney, amerykański pływak (zm. 1992)
  - Jean Rollin, francuski reżyser i scenarzysta filmowy (zm. 2010)
- 1939:
  - Frits Flinkevleugel, holenderski piłkarz (zm. 2020)
  - Ryszard Marchlik, polski kajakarz, trener (zm. 2015)
  - Terence McNally, amerykański dramaturg, librecista, scenarzysta filmowy
- 1940:
  - Wojciech Gacyk, polski chirurg, transplantolog (zm. 1997)
  - Karol Karski, polski teolog ewangelicki, działacz ekumeniczny, profesor nauk teologicznych (zm. 2025)
  - Mirlande Manigat, haitańska polityk, pierwsza dama
- 1941:
  - Jean-Paul Costa, francuski prawnik, przewodniczący ETPC (zm. 2023)
  - António Vitalino Dantas, portugalski duchowny katolicki, biskup Beja
  - Ikuo Matsumoto, japoński piłkarz
  - Elías Muñoz, meksykański piłkarz, trener
- 1942:
  - Gerard Bernacki, polski duchowny katolicki, biskup pomocniczy katowicki (zm. 2018)
  - Martin Cruz Smith, amerykański pisarz (zm. 2025)
  - Anna Szulc-Halba, polska pianistka, wykładowczyni akademicka (zm. 2013)
- 1943:
  - Michał Chałoński, polski ekonomista, polityk, poseł na Sejm RP
  - Bert Jansch, szkocki muzyk folkowy (zm. 2011)
- 1944:
  - Akira Akagi, japoński przedsiębiorca
  - Ovini Bokini, fidżyjski polityk (zm. 2009)
- 1945:
  - Bernard Anselme, belgijski i waloński polityk
  - Gerd Müller, niemiecki piłkarz (zm. 2021)
  - Fuad Muzurović, bośniacki piłkarz, trener
  - Peder Pedersen, duński kolarz torowy (zm. 2015)
  - Ferenc Seres, węgierski zapaśnik
  - Nick Simper, brytyjski basista, kompozytor, członek zespołu Deep Purple
- 1946:
  - Massimo Camisasca, włoski duchowny katolicki, biskup Reggio Emilia-Guastalla
  - Tom Savini, amerykański aktor, kaskader, specjalista od efektów specjalnych, reżyser filmowy
  - Andrzej Skrzydlewski, polski zapaśnik (zm. 2006)
  - J.D. Souther, amerykański wokalista, kompozytor
- 1947:
  - Bob Arnzen, amerykański koszykarz
  - Mazie Hirono, amerykańska polityk, senator pochodzenia japońskiego
  - Jacek Koprowicz, polski reżyser i scenarzysta filmowy
  - Andrzej Wiktor Mikołajewski, polski prozaik, poeta (zm. 2005)
  - Tor Svendsberget, norweski biathlonista
- 1948:
  - Helmuth Koinigg, austriacki kierowca wyścigowy (zm. 1974)
  - Lulu, szkocka piosenkarka, aktorka
- 1949:
  - Josep Maria Abella Batlle, hiszpański duchowny katolicki, biskup pomocniczy Osaki
  - Eduardo Ferro Rodrigues, portugalski ekonomista, wykładowca akademicki, polityk
  - Aleksandr Gradski, rosyjski piosenkarz, pieśniarz, poeta, autor tekstów, kompozytor, gitarzysta (zm. 2021)
  - Larry Holmes, amerykański bokser
  - Andrzej Malinowski, polski śpiewak operowy (bas) (zm. 2018)
  - Edward Pietrzyk, polski generał broni, polityk, dyplomata (zm. 2021)
  - Ruth Schleiermacher, niemiecka łyżwiarka szybka
  - Anna Wintour, brytyjska dziennikarka
- 1950:
  - Jacek Bławut, polski aktor, operator i reżyser filmowy, dokumentalista
  - Bernard Bober, słowacki duchowny katolicki, arcybiskup metropolita koszycki
  - Bogdan Chrzanowski, polski historyk, politolog, muzealnik, profesor nauk społecznych
  - Mychajło Duneć, ukraiński piłkarz, trener
  - Vytautas Kamblevičius, litewski agronom, polityk
  - Bernard Nowak, polski pisarz, redaktor, wydawca
  - Keala O’Sullivan, amerykańska skoczkini do wody
  - Marija Petkowa, bułgarska lekkoatletka, dyskobolka
  - Kenneth I. Pargament, amerykański psycholog
  - James Rothman, amerykański biochemik, wykładowca akademicki, laureat Nagrody Nobla pochodzenia żydowskiego
  - Karen Stives, amerykańska jeźdźczyni sportowa (zm. 2015)
  - Wasiliki Tanu, grecka prawnik, polityk, premier Grecji
  - Mick Wadsworth, angielski piłkarz, trener
- 1951:
  - François Bracci, francuski piłkarz, trener (zm. 2023)
  - Dwight Evans, amerykański baseballista
  - Jan Faktor, czesko-niemiecki pisarz, tłumacz
- 1952:
  - Roseanne Barr, amerykańska aktorka, komik
  - Jim Cummings, amerykański aktor głosowy, piosenkarz
  - Jerzy Głybin, polski aktor
  - David Ho, amerykański naukowiec pochodzenia tajwańskiego
  - Maria Prus, polska zootechnik, polityk, poseł na Sejm PRL
  - José Edson Santana de Oliveira, brazylijski duchowny katolicki, biskup Eunápolis
  - Przemysław Skwirczyński, polski operator filmowy
  - Iwanka Wenkowa, bułgarska lekkoatletka, sprinterka
- 1953:
  - Teresa Bugajczyk, polska saneczkarka
  - Kate Capshaw, amerykańska aktorka
  - Rebecca Gilling, australijska aktorka, prezenterka telewizyjna
  - Dennis Miller, amerykański komik, satyryk
  - Jürgen Straub, niemiecki lekkoatleta, średniodystansowiec
  - Janusz Waluś, polski skoczek narciarski
  - Wiesław Stanisław Wójcik, polski polityk, poseł na Sejm RP
- 1954:
  - Adam Ant, brytyjski wokalista, gitarzysta
  - Carlos Girón, meksykański skoczek do wody (zm. 2020)
  - Kathy Kinney, amerykańska aktorka
  - Magdalena Modzelewska-Rybicka, polska filolog, działaczka opozycji antykomunistycznej (zm. 2016)
  - Elżbieta Streker-Dembińska, polska działaczka samorządowa, polityk, senator i poseł na Sejm RP
- 1955:
  - Phumzile Mlambo-Ngcuka, południowoafrykańska polityk, wiceprezydent
  - Michel Renquin, belgijski piłkarz, trener
  - Alina Skiba-Zduń, polska malarka, scenografka, reżyserka filmowa
- 1956:
  - Jānis Ādamsons, łotewski polityk
  - Zbigniew Frost, polski przedsiębiorca, polityk, poseł na Sejm RP
  - Birgit Kleis, duńska prawnik, polityk
  - Ewa Matecka, polska działaczka samorządowa, polityk, senator RP
  - Robert Milewski, polski muzyk, członek zespołu Mech
- 1957:
  - Bolesław Bujak, polski polityk, samorządowiec, poseł na Sejm RP, burmistrz Ropczyc
  - Marek Chrzanowski, polski polityk, samorządowiec, prezydent Bełchatowa
  - Anna Hejka, polska bizneswoman (zm. 2018)
  - Steve Johnson, amerykański koszykarz
  - Dolph Lundgren, szwedzki aktor
  - Weselin Metodiew, bułgarski historyk, polityk
  - Giovanni Schillaci, włoski zapaśnik
  - Xénia Siska, węgierska lekkoatletka, sprinterka i płotkarka
  - Kinga Zygma, polska poetka, tłumaczka (zm. 2015)
- 1959:
  - Tadeusz Bronakowski, polski duchowny katolicki, biskup pomocniczy łomżyński
  - Hal Hartley, amerykański reżyser i scenarzysta filmowy, kompozytor
  - Matthias König, niemiecki duchowny katolicki, biskup pomocniczy Paderborn
- 1960:
  - Matthew Ashman, brytyjski gitarzysta (zm. 1995)
  - Andrzej Iwanecki, polski duchowny katolicki, biskup pomocniczy gliwicki
  - Karch Kiraly, amerykański siatkarz
  - William Monahan, amerykański pisarz, scenarzysta filmowy
  - Paul Ruto, kenijski lekkoatleta, średniodystansowiec
- 1961:
  - David Armstrong-Jones, brytyjski arystokrata, członek rodziny królewskiej
  - Sven Habermann, kanadyjski piłkarz, bramkarz pochodzenia niemieckiego
  - Moeketsi Majoro, lesotyjski polityk, premier Lesotho
- 1962:
  - Kym Hampton, amerykańska koszykarka
  - Phil Katz, amerykański informatyk (zm. 2000)
  - Antti Rinne, fiński polityk, premier Finlandii
- 1963:
  - Massimiliano Duran, włoski bokser
  - Roland Grahammer, niemiecki piłkarz
  - Davis Guggenheim, amerykański reżyser i producent filmowy
  - Ian Wright, angielski piłkarz
  - Adam Zejer, polski piłkarz
- 1964:
  - Bogusław Cygan, polski piłkarz, trener (zm. 2018)
  - Brenda Fassie, południowoafrykańska piosenkarka (zm. 2004)
  - Gregório Paixão Neto, brazylijski duchowny katolicki, biskup Petrópolis
- 1965:
  - Ann Scott, francuska pisarka
  - Alex Tobin, australijski piłkarz
- 1966:
  - Gil Baiano, brazylijski piłkarz
  - Gary Anthony Sturgis, amerykański aktor
  - Sascha Wallscheid, niemiecki kolarz torowy
- 1967:
  - Birk Anders, niemiecki biathlonista
  - Piotr Boczkariow, rosyjski lekkoatleta, tyczkarz
  - Sofroniusz (Drincec), rumuński duchowny prawosławny, biskup Oradei
  - Adam Gawęda, polski polityk, poseł na Sejm i senator RP
  - Ariel Lascarro Tapia, kolumbijski duchowny katolicki, biskup Magangué
  - Mykoła Milczew, ukraiński strzelec sportowy
  - Andrij Mychalczuk, ukraiński piłkarz
  - Dariusz Nogaj, polski motorowodniak
  - Antonio Pettigrew, amerykański lekkoatleta, sprinter (zm. 2010)
  - Maria Răducanu, rumuńska wokalistka i kompozytorka jazzowa
  - John Tomac, amerykański kolarz górski i szosowy
  - Steven Wilson, brytyjski muzyk, wokalista, kompozytor, członek zespołu Porcupine Tree
- 1968:
  - Alberto Iñurrategi, baskijski wspinacz
  - Debbie Rochon, kanadyjska aktorka
  - Seiji Takaiwa, japoński aktor, kaskader
  - Jamie Zawinski, amerykański haker, programista
- 1969:
  - Saud Al-Otaibi, saudyjski piłkarz
  - Fabio Babini, włoski kierowca wyścigowy
  - Mattia Binotto, włoski inżynier
  - Katarzyna Czochara, polska nauczycielka, działaczka samorządowa, polityk, poseł na Sejm RP
  - Christian Iloanusi, nigeryjski zapaśnik
  - Robert Miles, włoski twórca muzyki elektronicznej, producent muzyczny (zm. 2017)
  - Petteri Orpo, fiński polityk
  - Niels van Steenis, holenderski wioślarz
- 1970:
  - Geir Frigård, norweski piłkarz
  - Andrzej Juskowiak, polski piłkarz, trener, komentator telewizyjny
  - Pedro Proença, portugalski sędzia piłkarski
  - Almir Turković, bośniacki piłkarz
  - Radosław Wilkiewicz, polski dyrygent, skrzypek, wokalista, pedagog
- 1971:
  - Diego Alessi, włoski kierowca wyścigowy
  - Juliane Bogner-Strauß, austriacka biochemik, biolog molekularny, wykładowczyni akademicka, polityk
  - Andrzej Dudzic, polski basista, kompozytor, autor tekstów, członek zespołów: Blade Loki, Hurt i TITO
  - Unai Emery, hiszpański piłkarz, trener
  - Darrin Hancock, amerykański koszykarz
  - Andrew Kratzmann, australijski tenisista
  - Dylan Moran, irlandzki komik, aktor, scenarzysta
  - Alison Williamson, brytyjska łuczniczka sportowa
  - Dwight Yorke, trynidadzko-tobagijski piłkarz
- 1972:
  - Ugo Ehiogu, angielski piłkarz pochodzenia nigeryjskiego (zm. 2017)
  - Hubertus Heil, niemiecki polityk
  - Aleksandr Litowski, rosyjski piłkarz ręczny, trener
- 1973:
  - Stella Dupont, francuska polityk
  - Patrick Moreau, francuski piłkarz
  - Grzegorz Muller, polski lekkoatleta, chodziarz
  - Ebelio Ordóñez, ekwadorski piłkarz
  - Yacine Slatni, algierski piłkarz
  - Sticky Fingaz, amerykański raper, aktor
  - Mick Thomson, amerykański kompozytor, muzyk, gitarzysta, członek zespołu Slipknot
- 1974:
  - Tariq Abdul-Wahad, francuski koszykarz, trener pochodzenia gujańskiego
  - Mathews Mor Antimos, indyjski duchowny Malankarskuego Syryjskiego Kościoła Ortodoksyjnego, biskup Aluvy
  - Benedict Akwuegbu, nigeryjski piłkarz
  - Ewa Gorzelak, polska aktorka
  - Tomasz Gryc, polski kierowca rajdowy
  - Grzegorz Gwiazdowski, polski kolarz szosowy
  - Marcin Herra, polski prawnik, menedżer, działacz sportowy
  - John William King, amerykański morderca (zm. 2019)
  - Ágnes Osztolykán, węgierska działaczka społeczna, polityk
  - Guntis Rēķis, łotewski saneczkarz
  - Mariela Spacek, austriacka judoczka
  - Agnieszka Szydłowska, polska dziennikarka i prezenterka radiowo-telewizyjna
  - Marika Vunibaka, fidżijski rugbysta
- 1975:
  - Alexander De Croo, belgijski i waloński przedsiębiorca, polityk, premier Belgii
  - Marta Domínguez, hiszpańska lekkoatletka, biegaczka długodystansowa
  - Adam Eberhardt, polski politolog
  - Pan Song, chiński judoka
- 1976:
  - Robert Dingl, szwedzki szpadzista
  - Guillermo Franco, meksykański piłkarz pochodzenia argentyńskiego
  - Anna-Kari Lindholm, szwedzka curlerka
  - Petyr Merkow, bułgarski kajakarz
- 1977:
  - Patrick Dwyer, australijski lekkoatleta, sprinter
  - Rossana Fernández Maldonado, peruwiańska aktorka
  - Aria Giovanni, amerykańska aktorka pornograficzna
  - Cathleen Großmann, niemiecka pływaczka
  - Dzmitryj Kawalonak, białoruski piłkarz
  - Jekatierina Mironowa, rosyjska skeletonistka
  - Jane Monheit, amerykańska wokalistka jazzowa
  - Greg Plitt, amerykański instruktor fitness, model, aktor (zm. 2015)
  - Óscar Salazar, meksykański taekwondzista
  - Artur Ślusarczyk, polski hokeista
  - Makoto Tsuruga, japoński curler
- 1978:
  - Jaime Herrera Beutler, amerykańska polityk, kongreswoman
  - Siergiej Mowsesjan, ormiański szachista
  - Daniel Vaca, boliwijski piłkarz, bramkarz
- 1979:
  - Pablo Aimar, argentyński piłkarz
  - Serhij Czykanow, ukraiński wioślarz
  - Emilian Dolha, rumuński piłkarz, bramkarz
  - Tim McIlrath, amerykański gitarzysta, wokalista, członek zespołu Rise Against
- 1980:
  - Hans Andersen, duński żużlowiec
  - Artuss Kaimiņš, łotewski aktor, dziennikarz, polityk
  - Jarosław Kozyk, ukraiński sędzia piłkarski
  - Mateusz Sławik, polski piłkarz, bramkarz
- 1981:
  - Cao Zhongrong, chiński pięcioboista nowoczesny
  - Gunhild Følstad, norweska piłkarka
  - Diego López, hiszpański piłkarz, bramkarz
  - Rodrigo Millar, chilijski piłkarz
  - Ayako Shōda, japońska zapaśniczka
  - Kaja Załęczna, polska piłkarka ręczna
- 1982:
  - Janel McCarville, amerykańska koszykarka
  - Iman Mobali, irański piłkarz
  - Jewgienij Pluszczenko, rosyjski łyżwiarz figurowy
  - Pekka Rinne, fiński hokeista, bramkarz
  - Raquel del Rosario Macías, hiszpańska wokalistka, autorka tekstów, członkini zespołu El Sueño de Morfeo
  - John Shuster, amerykański curler
  - Aleksandr Switow, rosyjski hokeista
- 1983:
  - Marvin Chávez, honduraski piłkarz
  - Cho Yong-hyung, południowokoreański piłkarz
  - Randi Miller, amerykańska zapaśniczka
  - Piotr Sobociński jr., polski operator filmowy
- 1984:
  - Christian Bakkerud, duński kierowca wyścigowy (zm. 2011)
  - Saúl Craviotto, hiszpański kajakarz
  - Francesco Lunardini, włoski piłkarz
  - Ivan Milošević, serbski piłkarz
  - Ryō Nishikido, japoński aktor, wokalista, członek zespołów Kanjani8 i NEWS
  - Jurij Pańkiw, ukraiński piłkarz, bramkarz
- 1985:
  - Tyler Hansbrough, amerykański koszykarz
  - Guido Landert, szwajcarski skoczek narciarski
  - Paul Lotman, amerykański siatkarz
  - Karin Oberhofer, włoska biathlonistka
- 1986:
  - Ólafur Arnalds, islandzki muzyk, producent muzyczny
  - Mihăiță Lazăr, rumuński rugbysta
  - Jorgos Panaji, cypryjski piłkarz
  - Piet Velthuizen, holenderski piłkarz, bramkarz
- 1987:
  - Courtney Barnett, australijska piosenkarka, gitarzystka, autorka tekstów
  - Jonas Enlund, fiński hokeista
  - Wendy Hale, salomońska sztangistka
  - Charles Houchin, amerykański pływak
  - Ałła Kudriawcewa, rosyjska tenisistka
  - Lukáš Lacko, słowacki tenisista
  - Ty Lawson, amerykański koszykarz
  - Felix Schütz, niemiecki hokeista
  - Kyle Seager, amerykański baseballista
  - Gemma Ward, australijska modelka
- 1988:
  - Renan Bressan, białoruski piłkarz pochodzenia brazylijskiego
  - Bruno César, brazylijski piłkarz
  - Veli Kavlak, austriacki piłkarz pochodzenia tureckiego
  - Lydia Maiyo, kenijska siatkarka
  - Angus McLaren, australijski aktor
  - Kimberly Williams, jamajska lekkoatletka, trójskoczkini
- 1989:
  - Paula DeAnda, amerykańska piosenkarka
  - Joyce Jonathan, francuska piosenkarka
  - Alina Ryżowa, białoruska zapaśniczka
- 1990:
  - Ivo Pękalski, szwedzki piłkarz pochodzenia polskiego
  - Łukasz Sekulski, polski piłkarz
- 1991:
  - Alessia Gennari, włoska siatkarka
  - Tania Pérez Torres, hiszpańska koszykarka
  - Renato Steffen, szwajcarski piłkarz
- 1992:
  - Stevie May, szkocki piłkarz
  - Willi Orbán, węgierski piłkarz
  - Walerija Sołowjowa, rosyjska tenisistka
- 1993:
  - Ezgi Dağdelenler, turecka siatkarka
  - Rodrigo Ely, brazylijski piłkarz
  - Jette Hering, niemiecka aktorka
  - Kaleena Mosqueda-Lewis, amerykańska koszykarka
- 1994:
  - Dallal Merwa Achour, algierska siatkarka
  - Felix Stridsberg-Usterud, norweski narciarz dowolny
  - Juulia Turkkila, fińska łyżwiarka figurowa
- 1995:
  - Kelly Catlin, amerykańska kolarka torowa i szosowa (zm. 2019)
  - Kendall Jenner, amerykańska modelka, celebrytka
  - Coline Mattel, francuska skoczkini narciarska
  - Jean Quiquampoix, francuski strzelec sportowy
- 1996:
  - Britt Bongaerts, holenderska siatkarka
  - Sean McDermott, amerykański koszykarz
  - Vegar Tregren, norweski bokser
  - Aria Wallace, amerykańska aktorka
- 1997:
  - Łukasz Kozub, polski siatkarz
  - Natasha Mack, amerykańska koszykarka
  - Lázaro Martínez, kubański lekkoatleta, trójskoczek
- 1998:
  - Mikkel Bjerg, duński kolarz szosowy
  - Patryk Łoziak, polski judoka
- 1999:
  - Danił Glebow, rosyjski piłkarz
  - Ning Zhongyan, chiński łyżwiarz szybki
- 2000:
  - Hana Burzalová, słowacka lekkoatletka, chodziarka
  - Vito Dell’Aquila, włoski taekwondzista
  - Sergiño Dest, amerykański piłkarz pochodzenia holenderskiego
  - Jeremiah Robinson-Earl, amerykański koszykarz
  - Dragana Domuzin, bośniacka koszykarka
- 2001:
  - Hailey Baptiste, amerykańska tenisistka
  - Alieu Fadera, gambijski piłkarz
  - Jake LaRavia, amerykański koszykarz
- 2003 – Szymon Kołakowski, polski koszykarz
- 2005 – Žiga Jančar, słoweński skoczek narciarski

## Zmarli
- 361 – Konstancjusz II, cesarz rzymski (ur. 317)
- 644 – Umar ibn al-Chattab, kalif (ur. ok. 591)
- 1112 – (lub 1113) Janka Wsiewołodowna, księżniczka kijowska, mniszka prawosławna (ur. ?)
- 1130 – Berard z Marsi, włoski benedyktyn, kardynał, błogosławiony (ur. 1079/80)
- 1211 – Alpais z Cudot, francuska błogosławiona (ur. ok. 1155)
- 1220 – Urraka Kastylijska, królowa Portugalii (zm. 1186)
- 1231 – Władysław III Laskonogi, książę wielkopolski i krakowski (ur. 1161–67)
- 1254 – Jan III Watatzes, cesarz nicejski (ur. 1192)
- 1361 – Aldobrandino III d’Este, senior Ferrary i Modeny (ur. 1335)
- 1457 – Ludwik II, hrabia Wirtmebergii-Urach (ur. 1439)
- 1529 – (lub 1530) Mikołaj Radziwiłł, polski duchowny katolicki, biskup żmudzki (ur. 1492)
- 1536 – Sigismondo Pappacoda, włoski duchowny katolicki, biskup Venosy i biskup Tropei (ur. 1456)
- 1580 – Jerónimo Zurita y Castro, hiszpański historyk, kronikarz (ur. 1512)
- 1584 – Karol Boromeusz, włoski duchowny katolicki, arcybiskup Mediolanu, kardynał, święty (ur. 1538)
- 1598 – Mikołaj Koryzna, polski duchowny katolicki, kanonik wileński, referendarz wielki litewski, sekretarz królewski (ur. ?)
- 1599 – Andrzej Batory, węgiersko-polski duchowny katolicki, biskup warmiński, kardynał, książę Siedmiogrodu (ur. 1563)
- 1600 – Richard Hooker, angielski duchowny i teolog anglikański (ur. 1554)
- 1616 – Agnieszka Jadwiga Anhalcka, księżna elektorowa Saksonii i księżna Schleswig-Holstein-Sonderburg (ur. 1573)
- 1627 – Giambattista Leni, włoski duchowny katolicki, arcybiskup Ferrary, kardynał (ur. 1573)
- 1639 – Marcin de Porrès, peruwiański dominikanin, mistyk, święty (ur. 1579)
- 1643:
  - John Bainbridge, angielski astronom, matematyk (ur. 1582)
  - Paul Guldin, szwajcarski jezuita, astronom, matematyk (ur. 1577)
- 1647 – Józef Halib z Akoury, maronicki patriarcha Antiochii i całego Wschodu (ur. ?)
- 1670 – (data pogrzebu) Salomon van Ruysdael, holenderski malarz (ur. 1600)
- 1674 – (data pogrzebu) Johannes Lingelbach, holenderski malarz (ur. 1622)
- 1685 – Jan Antoni Chrapowicki, polski szlachcic, polityk (ur. 1612)
- 1702 – Wojciech Izdebski, polski duchowny katolicki, biskup pomocniczy wileński (ur. 1616)
- 1718 – Karol Wilhelm, książę Anhalt-Zerbst (ur. 1652)
- 1735 – Christoph Peucker, niemiecki rzeźbiarz (ur. 1662)
- 1736 – José Patiño, hiszpański polityk (ur. 1666)
- 1766 – Thomas Abbt, niemiecki filozof (ur. 1738)
- 1783 – Charles Collé, francuski dramaturg, autor piosenek (ur. 1709)
- 1787 – Robert Lowth, brytyjski biskup anglikański, orientalista (ur. 1710)
- 1793 – Olimpia de Gouges, francuska abolicjonistka, feministka, dramatopisarka (ur. 1748)
- 1816 – Ferdinando Maria Saluzzo, włoski kardynał, nuncjusz apostolski (ur. 1744)
- 1819 – Jonathan Robinson, amerykański prawnik, polityk (ur. 1756)
- 1835 – Gleb Szyszmariow, rosyjski admirał, badacz Alaski (ur. 1781)
- 1848:
  - Ellen Sturgis Hooper, amerykańska poetka (ur. 1812)
  - Alessandro Poerio, włoski prozaik, poeta, żołnierz (ur. 1802)
- 1850 – Jan Marcinkiewicz, polski szlachcic, polityk (ur. ok. 1780)
- 1853 – Juan Álvarez Mendizábal, hiszpański finansista, polityk, premier Hiszpanii (ur. 1790)
- 1854 – Jusuf El Khazen z Ajaltoun, patriarcha Kościoła maronickiego (ur. 1791)
- 1855:
  - François Rude, francuski rzeźbiarz (ur. 1784)
  - Ezechiel Staniewicz, polski szlachcic, polityk, uczestnik powstania listopadowego (ur. ok. 1796)
- 1858 – Harriet Taylor Mill, brytyjska filozofka, feministka (ur. 1807)
- 1860 – Piotr Néron, francuski misjonarz, męczennik, święty (ur. 1818)
- 1875 – Aleksander Groza, polski nauczyciel, autor elementarzy, poeta (ur. 1807)
- 1879 – Joseph Poelaert, belgijski architekt (ur. 1817)
- 1881 – Joseph Knabl, austriacki rzeźbiarz, pedagog (ur. 1819)
- 1883 – Gaetano Moroni, włoski bibliograf, bibliofil, erudyta (ur. 1802)
- 1885 – Mykoła Ustyjanowycz, ukraiński duchowny greckokatolicki, pisarz, działacz społeczny (ur. 1811)
- 1890 – Ulrich Ochsenbein, szwajcarski polityk (ur. 1811)
- 1891 – Ludwik Lucjan Bonaparte, francuski książę, lingwista (ur. 1813)
- 1892 – Ignacy Frankowski, polski notariusz, burmistrz Przemyśla (ur. 1822)
- 1894 – Octavius Sturges, brytyjski pediatra (ur. 1833)
- 1901 – Hipolit Pinko, polski malarz (ur. 1836)
- 1902:
  - Grzegorz z Parumali, indyjski duchowny Syryjskiego Kościoła Ortodoksyjnego, biskup Niranam, święty (ur. 1848)
  - Heinrich Rickert, niemiecki polityk (ur. 1833)
- 1906 – Wilhelmine von Leesen Postuma, niemiecka pisarka (ur. 1847)
- 1907 – Konstantin Weliczkow, bułgarski pisarz, krytyk literacki, polityk (ur. 1855)
- 1908 – Fryderyk August Breza, polski ziemianin, polityk (zm. 1859)
- 1910:
  - Ksawery Chamiec, polski prawnik, działacz społeczny, pisarz (ur. 1848)
  - Harry Rawson, brytyjski admirał, administrator kolonialny (ur. 1843)
- 1911 – Hans Steinert, niemiecki neurolog, wykładowca akademicki (zm. 1875)
- 1913:
  - Hans Bronsart, niemiecki pianista, kompozytor (ur. 1830)
  - Sava Grujić, serbski generał, dyplomata, polityk, premier Serbii (ur. 1840)
  - Emil Ponfick, niemiecki patolog, wykładowca akademicki (ur. 1844)
- 1914 – Georg Trakl, austriacki poeta (ur. 1887)
- 1915 – Kazimierz Hieronim Gwiazdomorski, polski chorąży Legionów Polskich (ur. 1890)
- 1916 – Auberon Herbert, brytyjski arystokrata, polityk (ur. 1876)
- 1917 – Léon Bloy, francuski pisarz katolicki (ur. 1846)
- 1918 – Aleksandr Lapunow, rosyjski matematyk, wykładowca akademicki (ur. 1857)
- 1919 – Masatake Terauchi, japoński dowódca wojskowy, polityk, premier Japonii (ur. 1852)
- 1921 – Andrzej Niemojewski, polski prozaik, poeta, publicysta, religioznawca, astralista (ur. 1864)
- 1924:
  - Cornelius Cole, amerykański polityk (ur. 1822)
  - Philipp Strauch, rosyjski żeglarz sportowy pochodzenia niemieckiego (ur. 1862)
- 1925 – Tadeusz Cieński, polski ziemianin, prawnik, polityk (ur. 1856)
- 1926:
  - Feliks Kierski, polski filozof, psycholog, nauczyciel, tłumacz, encyklopedysta (ur. 1884)
  - Annie Oakley, amerykańska strzelczyni wyborowa (ur. 1860)
- 1927 – Millicent Bryant, australijska pionierka lotnictwa (ur. 1878)
- 1928 – Antoni Wilczkiewicz, polski duchowny katolicki, polityk (ur. 1858)
- 1929:
  - Olav Aukrust, norweski poeta (ur. 1883)
  - Jan Niecisław Baudouin de Courtenay, polski językoznawca, wykładowca akademicki pochodzenia francuskiego (ur. 1845)
- 1931 – Juan Zorrilla de San Martín, urugwajski poeta (ur. 1855)
- 1932 – Stanislas Naulin, francuski generał (ur. 1870)
- 1933:
  - John B. Kendrick, amerykański polityk (ur. 1857)
  - Pierre Paul Émile Roux, francuski bakteriolog, immunolog (ur. 1853)
- 1934:
  - Kazimierz Gajl, polski entomolog, hydrobiolog, hemipterolog, wykładowca akademicki (ur. 1896)
  - Maria Nowicka, polska aktorka (ur. 1912)
- 1936 – Dezső Kosztolányi, węgierski poeta, prozaik, tłumacz, dziennikarz (ur. 1885)
- 1937:
  - Wołodymyr Czechiwski, ukraiński polityk, premier Ukraińskiej Republiki Ludowej (ur. 1876)
  - Pawło Fyłypowycz, ukraiński historyk, poeta (ur. 1891)
  - Matwij Jaworskyj, ukraiński historyk, marksista (ur. 1885)
  - Mykoła Kulisz, ukraiński prozaik, dramaturg, reżyser, dziennikarz, pedagog, działacz społeczny (ur. 1892)
  - Gierman Łazaris, radziecki prawnik, polityk pochodzenia żydowskiego (ur. 1884)
  - Wałerjan Pidmohylnyj, ukraiński prozaik, tłumacz (ur. 1901)
  - Gleb (Pokrowski), rosyjski biskup prawosławny (ur. 1881)
  - Kłym Poliszczuk, ukraiński poeta, prozaik (ur. 1891)
  - Ołeksa Slisarenko, ukraiński poeta, prozaik (ur. 1891)
  - Stefan Uzdański, polski rewolucjonista, radziecki wojskowy, funkcjonariusz służb specjalnych (ur. 1898)
  - Damian (Woskriesienski), rosyjski biskup prawosławny, święty nowomęczennik (ur. 1873)
  - Mykoła Zerow, ukraiński literaturoznawca, krytyk literacki, polemista, poeta, tłumacz (ur. 1890)
  - Wiktor Żytłowski, radziecki polityk, funkcjonariusz służb specjalnych pochodzenia żydowskiego (ur. 1900)
- 1938 – Władysława Bytomska, polska działaczka komunistyczna (ur. 1904)
- 1939 – Stanisław Grylowski, polski związkowiec, polityk, poseł na Sejm RP (ur. 1887)
- 1940:
  - Manuel Azaña, hiszpański pisarz, polityk, prezydent II Republiki Hiszpańskiej (ur. 1880)
  - Lewis Hine, amerykański socjolog, fotograf (ur. 1874)
- 1941:
  - Zmitrok Biadula, białoruski poeta, prozaik, satyryk pochodzenia żydowskiego (ur. 1886)
  - Stefan Olszewski, polski porucznik, adwokat, polityk, poseł na Sejm RP (ur. 1897)
  - Michał Siciński, polski nauczyciel, związkowiec, polityk, senator RP (ur. 1864)
- 1942:
  - Jan Grzonka, polski działacz narodowy, powstaniec śląski, uczestnik konspiracji antyhitlerowskiej (ur. 1893)
  - Carl Sternheim, niemiecki dramaturg, nowelista (ur. 1878)
- 1943:
  - Pola Braun, polska poetka, autorka tekstów kabaretowych i piosenek (ur. 1910)
  - Władimir Kuleszow, radziecki pilot wojskowy, as myśliwski (ur. 1918)
  - Kalman Szapiro, polski cadyk, rabin, pedagog (ur. 1889)
- 1944:
  - Jadwiga Krasicka, polska historyk, nauczycielka (ur. 1900)
  - Tomasz Nocznicki, polski działacz ludowy i niepodległościowy, polityk, senator i poseł na Sejm RP, minister rolnictwa i dóbr koronnych (ur. 1862)
  - Pelagia (Tiestowa), rosyjska święta mniszka prawosławna (ur. 1887)
- 1946 – Filipp Agiejenkow, radziecki generał major, funkcjonariusz służb specjalnych (ur. 1909)
- 1947 – Con O’Kelly Sr., brytyjski zapaśnik pochodzenia irlandzkiego (ur. 1886)
- 1949:
  - Solomon Robert Guggenheim, amerykański kolekcjoner dzieł sztuki, filantrop pochodzenia żydowskiego (ur. 1861)
  - Francesco Marmaggi, włoski kardynał, nuncjusz apostolski (ur. 1870)
- 1950:
  - Kuniaki Koiso, japoński generał, polityk, premier Japonii (ur. 1880)
  - Feliks Libert, polski major dyplomowany (ur. 1899)
- 1951 – Aleksiej Badajew, radziecki polityk (ur. 1883)
- 1952:
  - Józef Cyppek, polski morderca pochodzenia niemieckiego (ur. 1895)
  - Klemens Gerner, polski internista, uczestnik powstania warszawskiego (ur. 1892)
  - Valentin Torka, niemiecki botanik, pedagog (ur. 1867)
- 1953:
  - Tadeusz Lewicki, polski inżynier, wykładowca akademicki (ur. 1901)
  - Chester B. McMullen, amerykański polityk (ur. 1902)
- 1954:
  - Kazimierz Dworak, polski generał brygady (ur. 1895)
  - Henri Matisse, francuski malarz, grafik (ur. 1869)
- 1955 – Albert Czeczott, polski inżynier, wykładowca akademicki (ur. 1873)
- 1956:
  - Jean Metzinger, francuski malarz (ur. 1883)
  - Pawieł Szuruchin, radziecki generał major, polityk (ur. 1912)
  - August Winnig, niemiecki związkowiec, polityk (ur. 1878)
- 1957:
  - Giuseppe Di Vittorio, włoski działacz komunistyczny i związkowy (ur. 1892)
  - Wilhelm Reich, austriacki psychiatra, psychoanalityk, seksuolog pochodzenia żydowskiego (ur. 1897)
- 1958:
  - Pierre-Henri Cami, francuski pisarz, satyryk (ur. 1884)
  - Markus Feldmann, szwajcarski polityk, prezydent Szwajcarii (ur. 1897)
  - Adam Rychel, polski komandor porucznik (ur. 1909)
  - Alojzy Senkowski, polski prawnik, podpułkownik piechoty (ur. 1882)
- 1959 – Jan Samsonowicz, polski geolog, paleontolog, wykładowca akademicki (ur. 1888)
- 1960:
  - Harold Spencer Jones, brytyjski astronom (ur. 1890)
  - Félix-Roland Moumié, kameruński lekarz, działacz niepodległościowy, polityk (ur. 1926)
- 1961:
  - Henri Hirschmann, francuski kompozytor operetkowy (ur. 1872)
  - Borys von Zinserling, polski scenograf, architekt, wykładowca akademicki (ur. 1890)
- 1962:
  - Harlow Curtice, amerykański przedsiębiorca (ur. 1893)
  - Carl Eklund, amerykański ornitolog, polarnik (ur. 1909)
  - Ana Kansky, słoweńska chemik, wykładowczyni akademicka (ur. 1895)
  - Franciszek Korszyński, polski duchowny katolicki, biskup pomocniczy wrocławski (ur. 1893)
  - Antonius van Loon, holenderski przeciągacz liny (ur. 1888)
  - Albert Sangwine, brytyjski zapaśnik (ur. 1901)
- 1963:
  - Augusts Kirhenšteins, łotewski biolog, polityk, premier i prezydent Łotwy (ur. 1872)
  - Felicjan Lechnicki, polski ziemianin, działacz społeczny i rolniczy, polityk, poseł na Sejm i senator RP (ur. 1885)
  - Adam Opalski, polski neurolog, wykładowca akademicki (ur. 1897)
- 1965 – Kazimierz Fudakowski, polski ziemianin, polityk, senator RP (ur. 1880)
- 1966 – Maria Wroczyńska, polska architekt (ur. 1901)
- 1967:
  - Alexander Aitken, nowozelandzki matematyk (ur. 1895)
  - Justin Simonds, australijski duchowny katolicki, arcybiskup Hobart, arcybiskup metropolita Melbourne (ur. 1890)
- 1968:
  - Adolf Abel, niemiecki architekt (ur. 1882)
  - Stefania Gurdowa, polska fotografka (ur. 1888)
- 1969:
  - Fritz Fullriede, niemiecki generał major (ur. 1895)
  - Zeki Rıza Sporel, turecki piłkarz (ur. 1898)
- 1970:
  - Władysław Jan Grabski, polski pisarz (ur. 1901)
  - Piotr II Karadziordziewić, ostatni król Jugosławii (ur. 1923)
  - Władysław Mikos, polski malarz (ur. 1885)
- 1971:
  - Hans Krüger, niemiecki polityk (ur. 1902)
  - Manuel Lozano Garrido, hiszpański pisarz, dziennikarz, błogosławiony (ur. 1920)
  - Stanisław Oktawiusz Małachowski, polski generał brygady (ur. 1882)
  - Maksymilian Minkowski, polski dziennikarz (ur. 1901)
- 1972:
  - Kazimierz Konarski, polski archiwista, pisarz (ur. 1886)
  - Percy Wyld, brytyjski kolarz torowy (ur. 1907)
- 1973:
  - Marc Allégret, francuski reżyser i scenarzysta filmowy (ur. 1900)
  - Stanisław Arnold, polski historyk, wykładowca akademicki (ur. 1895)
- 1975:
  - Tajuddin Ahmed, banglijski polityk, pierwszy premier Bangladeszu (ur. 1925)
  - Leon Napiecek, polski podporucznik (ur. 1899)
  - Petr Zenkl, czeski polityk, działacz emigracyjny (ur. 1884)
- 1976:
  - Giuseppe Cavanna włoski piłkarz, bramkarz (ur. 1905)
  - Stefan Krupko, polski botanik-embriolog wykładowca akademicki (ur. 1890)
  - Urs Küry, szwajcarski biskup i teolog starokatolicki (ur. 1901)
- 1977:
  - Jan Andrzej Buzek, polski prawnik, dyplomata (ur. 1904)
  - Alfons Pellowski, polski muzyk, naukowiec, publicysta, pedagog (ur. 1908)
  - Florence Vidor, amerykańska aktorka (ur. 1895)
- 1978 – Feliks Gross-Korczyński, polski podpułkownik piechoty (ur. 1896)
- 1979:
  - Raffaele Bendandi, włoski sejsmolog (ur. 1893)
  - Jean Longnon, francuski historyk, bibliotekarz, dziennikarz (ur. 1887)
- 1980 – Bronisław Knaster, polski matematyk, wykładowca akademicki (ur. 1893)
- 1981:
  - Edvard Kocbek, słoweński pisarz, publicysta, polityk (ur. 1904)
  - Eraldo Monzeglio, włoski piłkarz, trener (ur. 1906)
  - Dragutin Najdanović, jugosłowiański piłkarz (ur. 1908)
- 1982:
  - Edward Hallett Carr, brytyjski historyk, dziennikarz, teoretyk stosunków międzynarodowych (ur. 1892)
  - André Chilo, francuski rugbysta (ur. 1898)
- 1983 – Atanazy (Martos), rosyjski duchowny prawosławny, arcybiskup Buenos Aires i Ameryki Południowej (ur. 1904)
- 1984 – Aldo Donati, włoski piłkarz (ur. 1910)
- 1985 – Jan Czarny, polski prozaik, poeta, satyryk, tłumacz (ur. 1918)
- 1986:
  - Eddie Davis, amerykański saksofonista jazzowy (ur. 1922)
  - Nehemia Maseribane, lesotyjski polityk, premier Basuto (Lesotho) (ur. 1918)
- 1987 – Giorgi Antadze, gruziński piłkarz, trener (ur. 1920)
- 1989:
  - Aleksandr Albow, rosyjski major, emigrant (ur. 1902)
  - Timoci Bavadra, fidżyjski lekarz, polityk, premier Fidżi (ur. 1934)
  - Michaił Cysielski, radziecki major pilot (ur. 1909)
- 1990:
  - Edmund Goldzamt, polski architekt pochodzenia żydowskiego (ur. 1901)
  - Mary Martin, amerykańska aktorka, piosenkarka (ur. 1913)
  - Jack Russell, amerykański baseballista (ur. 1905)
  - Władimir Żygalin, radziecki polityk (ur. 1907)
- 1991:
  - Finn Alnæs, norweski pisarz, dziennikarz (ur. 1932)
  - Jerzy Smyk, polski aktor (ur. 1929)
  - Władysław Staniszewski, polski aktor (ur. 1930)
  - Marinus Valentijn, holenderski kolarz szosowy (ur. 1900)
  - Roman Wilhelmi, polski aktor (ur. 1936)
- 1992 – Vladas Mikėnas, litewski szachista (ur. 1910)
- 1993:
  - John Lupton, amerykański aktor (ur. 1928)
  - Lew Termen, rosyjski wynalazca, wiolonczelista pochodzenia francusko-niemieckiego (ur. 1896)
- 1994:
  - Gieorgij Karawajew, radziecki polityk (ur. 1913)
  - Valter Palm, estoński bokser (ur. 1905)
- 1995 – Arthur Bottomley, brytyjski polityk (ur. 1907)
- 1996:
  - Jean-Bédel Bokassa, środkowoafrykański wojskowy, polityk, prezydent i cesarz Republiki Środkowoafrykańskiej (ur. 1921)
  - Marian Plezia, polski filolog klasyczny, mediewista, leksykograf, wykładowca akademicki (ur. 1917)
- 1998:
  - Bob Kane, amerykański pisarz, scenarzysta, twórca komiksów (ur. 1915)
  - Oriano Quilici, włoski duchowny katolicki, arcybiskup, nuncjusz apostolski (ur. 1929)
- 1999:
  - Ian Bannen, szkocki aktor (ur. 1928)
  - Eugeniusz Fąfara, polski podpułkownik rezerwy, pisarz, dziennikarz (ur. 1917)
  - Alan Heusaff, bretoński lingwista, publicysta, działacz narodowy (ur. 1921)
- 2000:
  - Leonardo Benvenuti, włoski scenarzysta filmowy (ur. 1923)
  - Charles F. Hockett, amerykański językoznawca, wykładowca akademicki (ur. 1916)
  - Jarosław Wojtara, polski dyplomata (ur. 1962)
- 2001:
  - Lucio Colletti, włoski filozof polityki (ur. 1924)
  - Ernst Gombrich, brytyjski historyk, krytyk sztuki (ur. 1909)
  - Leszek Grzywiński, polski parazytolog, wykładowca akademicki (ur. 1932)
- 2002:
  - Ulrika Babiaková, słowacka astronom (ur. 1976)
  - Thorsten Lindqvist, szwedzki pięcioboista nowoczesny (ur. 1925)
- 2003:
  - Derk Bodde, amerykański historyk, sinolog, wykładowca akademicki (ur. 1909)
  - Jurij Falin, rosyjski piłkarz, trener (ur. 1937)
  - Rasuł Gamzatow, dagestański poeta, prozaik, publicysta, tłumacz (ur. 1923)
- 2004:
  - Eilert Dahl, norweski biegacz narciarski, kombinator norweski (ur. 1919)
  - Kazimierz Trafas, polski geograf, kartograf, wykładowca akademicki (ur. 1939)
  - Tadeusz Wybult, polski scenograf (ur. 1921)
  - Sergejs Žoltoks, łotewski hokeista (ur. 1972)
- 2005 – Rudolph Carl Gorman, amerykański malarz, rzeźbiarz (ur. 1931)
- 2006:
  - Alberto Spencer, ekwadorski piłkarz (ur. 1937)
  - Joanna Srebro, polska malarka (ur. 1932)
- 2007:
  - Suzanne Bachelard, francuska filozof (ur. 1919)
  - Aleksandr Diediuszko, rosyjski aktor telewizyjny i filmowy białoruskiego pochodzenia (ur. 1962)
  - Wojciech Mazurkiewicz, polski dziennikarz, poeta (ur. 1956)
- 2009:
  - Francisco Ayala, hiszpański pisarz, krytyk literacki, socjolog (ur. 1906)
  - Jerzy Czuraj, polski malarz, muzyk, scenograf, aktor, realizator przedstawień teatralnych (ur. 1952)
- 2010:
  - Jerry Bock, amerykański kompozytor pochodzenia niemieckiego (ur. 1928)
  - Wiktor Czernomyrdin, rosyjski polityk, premier Rosji (ur. 1938)
  - Tadeusz Łączyński, polski dziennikarz (ur. 1936)
  - Pentti Uotinen, fiński skoczek narciarski (ur. 1931)
  - Władysław Wojewoda, polski biolog, wykładowca akademicki (ur. 1932)
- 2011 – Peeter Kreitzberg, estoński matematyk, wykładowca akademicki, polityk (ur. 1948)
- 2012:
  - Sław Krzemień-Ojak, polski filozof, tłumacz (ur. 1931)
  - Jerzy Przystawa, polski fizyk, działacz opozycji antykomunistycznej (ur. 1939)
  - Wojciech Słodkowski, polski dziennikarz, działacz opozycji antykomunistycznej (ur. 1951)
  - Zbigniew Wojciechowski, polski lekkoatleta, trójskoczek (ur. 1955)
- 2013:
  - Gerard Cieślik, polski piłkarz (ur. 1927)
  - Ryszard Kraus, polski piłkarz (ur. 1964)
- 2014 – Gordon Tullock, amerykański ekonomista, wykładowca akademicki (ur. 1922)
- 2015:
  - Howard Coble, amerykański polityk (ur. 1931)
  - Ahmad al-Dżalabi, iracki polityk (ur. 1945)
  - Csaba Fenyvesi, węgierski szpadzista (ur. 1943)
- 2016:
  - Clive Derby-Lewis, południowoafrykański polityk (ur. 1936)
  - Tadeusz Górski, polski dziennikarz sportowy (ur. 1944)
  - Kay Starr, amerykańska piosenkarka (ur. 1922)
  - Tadeusz Szczepański, polski trener lekkoatletyki (ur. 1935)
- 2017:
  - Abdur Rahman Biswas, bengalski polityk, prezydent Bangladeszu (ur. 1926)
  - Jiří Kormaník, czeski zapaśnik (ur. 1935)
  - Václav Riedlbauch, czeski kompozytor, pedagog, menedżer, polityk (ur. 1947)
  - Dariusz Rzeźnik, polski folklorysta, tancerz, muzyk ludowy (ur. 1975)
- 2018:
  - Janusz Bielański, polski duchowny katolicki, infułat, kanonik gremialny Krakowskiej Kapituły Katedralnej (ur. 1939)
  - Adam Laboga, polski przedsiębiorca, konstruktor (ur. 1952)
  - Sondra Locke, amerykańska aktorka (ur. 1944)
- 2019:
  - Michel Eddé, libański prawnik, polityk (ur. 1928)
  - Sorin Frunzăverde, rumuński ekonomista, samorządowiec, polityk, minister, eurodeputowany (ur. 1960)
  - Jerzy Popiel, polski pilot szybowcowy i samolotowy (ur. 1933)
  - Danuta Przystasz, polska prawnik, uczestniczka powstania warszawskiego (ur. 1920)
  - Girônimo Zanandréa, brazylijski duchowny katolicki, biskup Erexim (ur. 1936)
- 2020:
  - Claude Giraud, francuski aktor (ur. 1936)
  - Matti Laakso, fiński zapaśnik (ur. 1939)
  - Grzegorz Szerszenowicz, polski piłkarz, trener (ur. 1945)
- 2021:
  - Joanna Bruzdowicz-Tittel, polska kompozytorka, pianistka, krytyk muzyczny (ur. 1943)
  - Michael Marai, papuański duchowny katolicki, biskup Goroka (ur. 1948)
  - Stanisław Szostecki, polski zapaśnik (ur. 1968)
- 2023:
  - José María Carrascal, hiszpański dziennikarz, pisarz (ur. 1930)
  - Wilhelm Gorecki, polski metalurg, profesor nauk technicznych (ur. 1934)
  - Marek Valenta, polski doktor inżynier informatyk, wykładowca akademicki, menedżer, harcmistrz, kapitan jachtowy (ur. 1947)
- 2024 – Quincy Jones, amerykański trębacz, kompozytor, producent muzyczny (ur. 1933)